# Tillväxtens sista dagar
Tillväxtens sista dagar - miljökamp om världsbilder är en fackbok av debattkaraktär som gavs ut 2007 av statsvetaren Björn Forsberg, forskare i miljö- och utvecklingsfrågor vid Umeå universitet. Boken har getts ut i ytterligare 2 upplagor 2008 och 2009.
I boken diskuterar han de strukturella hinder som står i vägen för en hållbar utveckling. I synnerhet vänder han sig mot den konsumism och tillväxtfilosofi, som i grunden omöjliggör den kursändring för att fjärma Sverige och västvärlden från nuvarande ohållbara ekologiska fotavtryck.
Göran Greider recenserar boken som "uppfriskande" med sin beskrivning av marknadsmekanismernas och globaliseringens oförmåga att kombinera tillväxt och miljöhänsyn, men konstaterar också att "bokens konkreta svar på hur ett alternativt samhälle skulle kunna utformas tyvärr är vag, för att inte säga tunn".